# غيبي غريوال
غيبي غريوال هو ممثل ومغني هندي ولد في 2 يناير 1983.